# Lilibet brit királyi hercegnő
Lilibet brit királyi hercegnő (Princess Lilibet of Sussex; Santa Barbara, 2021. június 4. –) a brit királyi család amerikai születésű tagja. Henrik sussexi herceg és Megán sussexi hercegné lánya. III. Károly brit király unokája, aki a brit trónöröklési rendben a hetedik helyet foglalja el. Dédnagyanyja, II. Erzsébet brit királynő uralkodása idején született, akinek gyermekkori beceneve Lilibet volt.

## Születése, neve, származása
Lilibet Diána Mountbatten-Windsor a Santa Barbara Cottage Hospitalban született 2021. június 4-én. Születése és neve két nappal később lett bejelentve. Apai dédnagyanyja, II. Erzsébet brit királynő, akit a családja Lilibetnek becézett, és apai nagyanyja, Diána walesi hercegné után nevezték el. Beceneve Lili. Henrik sussexi herceg és Megán sussexi hercegné második gyermeke, testvére Archie brit királyi herceg. 
Lilibet a Brit királyi család tagja. 
2023. március 3-án keresztelte meg John Harvey Taylor, Los Angeles püspöke az Episcopal Church-ben, amely az anglikán közösség egy tartománya.

## Címei
- 2021. június 4. – 2022. szeptember 8. Miss Lilibet Diána Mountbatten-Windsor (Miss Lilibet Diana Mountbatten-Windsor)
- 2022. szeptember 8. – Ő királyi fensége Lilibet sussexi hercegnő (Her Royal Highness Princess Lilibet of Sussex)

III. Károly trónra lépésével Lilibet az uralkodó fiának gyermekeként jogosulttá vált a „hercegnő” cím és a „királyi fenség” stílus használatára, V. György király 1917-ben kiadott szabadalma értelmében. A források azonban arról számoltak be, hogy nem világos, hogy használni fogja-e ezt a címet, és megjegyezték, hogy a királyi család nem minden tagja választhatja a cím használatát. Lilibet szülei szóvivőjének 2023. március 8-i nyilatkozatában, amelyben megerősítette a napokkal korábbi megkeresztelkedését, volt az első alkalom, hogy szülei nyilvánosan használták a „hercegnő” címet, és a bejelentés „Lilibet Diana hercegnőként” hivatkozott rá. A királyi család hivatalos weboldalát 2023. március 9-én frissítették a „Lilibet sussexi hercegnő” kifejezéssel. Szülei bejelentették, hogy lányuk címét formális körülmények között használják majd, de nem mindennapi beszélgetésekben.